# Bessuèjols
Bessuèjols (en francès Bessuéjouls)és un municipi del departament francès de l'Avairon, a la regió d'Occitània. Situat a la Via Podiensis cap a Santiago de Compostel·la, entre Espalion i Estaing.